# Somssich Gyula
Saárdi Somssich Gyula (Graz, 1876. október 29. – Jászdózsa, 1953. március 1.) magyar jogász, bankigazgató, felsőházi tag.

## Élete
Római katolikus vallású, Somogy vármegyei nagybirtokos nemesi családban született; teljes neve Somssich Gyula Ágost Miksa Mária Gobert volt. Középiskolai tanulmányait részben Kaposvárott, a mai Táncsics Mihály Gimnázium jogelődjében, részben Pozsony egyik katolikus gimnáziumában végezte, ott tett érettségi vizsgát is. További tanulmányait a pozsonyi jogakadémián kezdte, majd a budapesti és a kolozsvári tudományegyetemen folytatta, végül Kolozsvárott avatták az államtudományok doktorává.
Katonai szolgálatát a császári és királyi 9. huszárezrednél töltötte le mint egyéves önkéntes. Később, az első világháború kitörésekor, mint népfelkelő hadnagy a pécsi 5. honvédhuszárezredhez vonult be, és helyi szolgálatot teljesített.
Egyetemi tanulmányai után a bankári és kereskedelmi pályára készült. Előbb a Magyar Általános Hitelbankban, később különböző hamburgi és New York-i bankházakban dolgozott. Az Amerikai Egyesült Államokban két teljes évet töltött, ez idő alatt alaposan tanulmányozta a magyar kivándorlás problémáját, amiről a kormánynak több előterjesztést is készített; könyvet is írt a kivándorlásról.
1908-ban hazatérve Hoyos Miksa gróffal együtt megalapította a teljesen agrárjellegű Dunántúli Bank és Tárházak Rt.-t, nevéhez fűződik Kaposvárott az első vidéki, gépesített berendezésű tárház létesítése. Ennek az intézetnek alapításától kezdve 1920-ig volt a vezérigazgatója. Közben, a kommün alatt a városi direktórium túsznak nyilvánította, de sikerült a letartóztatás elől elmenekülnie.
1920 után egy ideig somogygeszti birtokán gazdálkodott, de ugyanekkor egy agrárvállalat élén, mint annak elnöke, közgazdasági tevékenységet is kifejtett, és több más társaság vezetésében is szerepet vállalt, a hazai közgazdasági életnek a háború, illetve Trianon utáni talpra állítása érdekében. 1930-ban az országos kiterjedésű Magyar Mezőgazdák Szövetkezete vezérigazgatójának hívták meg, és vezetői munkájával ezt a nagy súlyú vállalatot is megerősítette. Szaklapokban élénk publicisztikai tevékenységet is kifejtett, elsősorban mezőgazdasági területen.
A politikai és társadalmi közéletben 1910-től vett részt; abban az évben lett először Somogy vármegye törvényhatósági bizottságának tagja. Ugyancsak tagja volt az Országos Magyar Gazdasági Egyesület és az Országos Mezőgazdasági Kamara igazgatóválasztmányának és igazgatósági tagja a Gazdák Biztosító Szövetkezetének is. Az 1930-as évek végén a agyar Országgyűlés Felsőházának is tagja volt.

## Családja
Apja saárdi Somssich Imre (1843–1914), anyja sárvár-felsõvidéki Széchenyi Mária Gobertina (1848–1927) volt. Kettejük házasságából előbb egy lány született Sopronban, őt négy fiú követte, akik mind Grazban látták meg a napvilágot. Mindannyian családot alapítottak; Gyula a harmadik gyerek és a második fiú volt közülük.
Testvérei közül Margit (1870–1944) férje Heinrich Moritz von Attems (1852–1926) volt, akivel Pozsonyban kötött házasságot 1902-ben. László (1874–1956) bátyja Somogyváron kötött házasságot – felesége sárvár-felsővidéki Széchenyi Mária Leontina (1886-1976) lett –, ő maga is politikai pályára lépett, 1945 után pedig emigrációba kényszerült; 1956-ban a belgiumi Luxembourg tartomány Jenneret nevű falujában hunyt el. Antal (1880–1958) öccsük ugyancsak Pozsonyban nősült – felesége malomvízi Kendeffy Margit (1880–1949) volt – és Nagykaizsán halt meg 1958-ban; a legkisebb fiú, János (1882–1931) pedig zichi és vásonkeői Zichy Magdolnát vette nőül Budapesten és Székesfehérvárott halt meg.
Somssich Gyula 1918. július 9-én, a somogyi Hetes községben kötött házasságot, felesége nemesjáczi Szecsányi Magdolna (1893–1973) lett. Kettejük házasságából egy lány és egy fiú született: 1919. február 6-án Kaposújlakon Júlia (1919–2000k.) lányuk – aki mezőtelegdi Miskolczy Rudolffal (1917–1990) alapított családot, 1920. július 13-án pedig István (1920–1944) fiuk, aki nem érte meg a második világháború végét. Özvegységre jutva Szecsányi Magdolna külföldre költözött, a Baden-Württemberg-i Achkarrenben hunyt el 1973. április 8-án.